# Furor teutonicus
Furor teutonicus bedeutet „teutonische Raserei/Angriffslust“ oder im weiteren Sinn „germanische[r] Angriffsgeist/-lust“.
Der Ausdruck wird meist dem römischen Dichter Marcus Annaeus Lucanus (39–65 n. Chr.) zugerechnet, in dessen Werk Bellum civile er nach heutiger Quellenlage erstmals auftaucht (Liber Primus, 255 f.). Er nahm damit Bezug auf einen vermeintlich herausstechenden Charakterzug des germanischen Volksstammes der Teutonen: die wütende, mitleidlose (auch mit sich selbst), selbstvergessene Raserei der Teutonen in der Schlacht. Der Ausdruck spiegelt den Schrecken wider, der die aufstrebende Römische Republik beim ersten Zusammentreffen mit germanischen Stämmen auf ihrem italischen Gebiet im 2. Jahrhundert v. Chr. ergriffen hatte.
Zitate der Antike:

„Im Kampf jubelten sie, weil sie hofften, das Leben auf ruhmvolle und beglückende Art verlassen zu dürfen.“

„Mit der Schnelligkeit und Gewalt eines Feuersturms griffen sie an: tollkühn und unerschrocken, mit tierischen Stimmen und furchtbaren Schreien.“

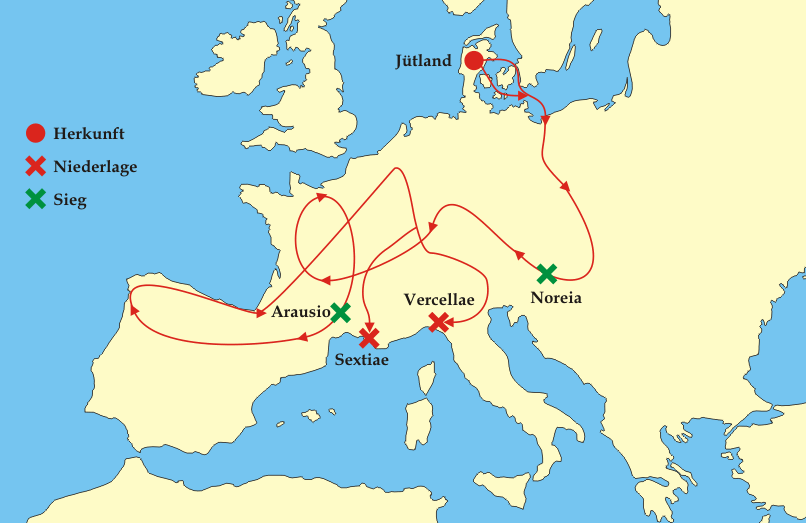
Wanderzüge der Kimbern und Teutonen

Die Teutonen zogen zusammen mit den Kimbern und Ambronen auf der Suche nach neuem Land durch Europa. Dabei trafen sie 113 v. Chr. in den Ostalpen auf Truppen des Römischen Reiches. Die Römer unter dem Kommando des Konsuls Papirius Carbo versuchten, die Teutonen in einen Hinterhalt zu locken. Sie hatten das militärische Potenzial der Wandernden jedoch unterschätzt und verloren die Schlacht bei Noreia.
Bei weiteren Aufeinandertreffen, etwa der Schlacht bei Arausio (105 v. Chr.), erlitten die Römer weitere empfindliche Niederlagen. Man bekam Angst, dass der Tross gegen Rom ziehen und so dessen Untergang besiegelt würde. Zurückblickend war diese Furcht allerdings wohl unbegründet; einen politischen Willen zur Besetzung Roms gab es nicht.
Die Stämme trennten sich wieder und konnten so einzeln gestellt werden. Gaius Marius besiegte die wandernden Völkerschaften der Teutonen und Ambronen 102 v. Chr. in der Schlacht von Aquae Sextiae und 101 v. Chr. die Kimbern in der Schlacht von Vercellae.
Trotzdem erschien die Gefahr einer Invasion aus dem Norden nach dieser Erfahrung groß und blieb ein steter Grund zur Sorge der Römer. Im Laufe der Jahrhunderte bestätigte sich diese Sorge durch wiederholte Einfälle germanischer Stämme auf römisches Gebiet.
Der Begriff furor teutonicus wird seit dem Mittelalter als geflügeltes Wort für deutsche Aggression benutzt. Als Denkfigur ist er, so meint Johannes Fried, beispielsweise bei Johannes von Salisbury im Jahr 1160 zu finden, als dieser sich über das Verhalten des Kaisers Friedrich Barbarossa im Papstschisma erzürnte. Der Kommentator bedient sich dabei der Adjektive „dumm“ und „aufbrausend“ und spricht vom „Wüten“ der Deutschen und benutzt damit die seit Lucanus tradierten Zuschreibungen an das deutsche Volk.
Sigmund Freud teilte 1938 dem US-amerikanischen Psychiater Smith Ely Jelliffe aus London mit, dass er dem furor teutonicus entkommen sei.